# 奥村大悟
奥村 大悟（おくむら だいご）は、日本のイラストレーター。多摩美術大学卒業。バンダイナムコスタジオ所属。
大学時代は工業デザインを専攻していたが挫折し、その後、グラフィックデザインの道に入る。卒業後はナムコに入社。『テイルズ オブ』シリーズ第3作『テイルズ オブ エターニア』にかかわって以降、ほとんどのシリーズ作品に携わる。

## 作品

### ゲーム
- テイルズ オブ エターニア（2000年11月30日、PS）大晶霊のデザイン
- 風のクロノア2 〜世界が望んだ忘れもの〜（2001年3月22日、PS2）キャラクターアニメーション
- テイルズ オブ ファンダム Vol.1（2002年1月31日、PS）新規キャラクターデザイン
- テイルズ オブ ザ ワールド 〜サモナーズ リネージ〜（2003年3月7日、GBA）キャラクターデザイン
- ゆめりあ（2003年4月24日、PS2）キャラクターデザイン
- テイルズ オブ シンフォニア（2003年8月29日、GC）マーテル・精霊・モンスターのデザイン
- テイルズ オブ タクティクス（2004年2月16日、携帯電話）新規キャラクターデザイン[2]
- テイルズ オブ リバース（2004年12月16日、PS2）聖獣・モンスターのデザイン
- テイルズ オブ ジ アビス（2005年12月15日、PS2）アッシュを除いた六神将・イオン・ミュウのキャラクターデザイン[2]
- テイルズ オブ エターニア オンライン（2006年3月3日、PC）ねこにんのデザイン[2]
- テイルズ オブ ザ テンペスト（2006年10月26日、DS）アルバート・ロミー・国王のキャラクターデザイン[3]
- テイルズ オブ デスティニー（2006年11月30日、PS2）スペシャルサンクス
- テイルズ オブ ザ ワールド レディアントマイソロジー（2006年12月11日、PSP）オリジナルキャラクターデザイン
- テイルズ オブ ファンダム Vol.2（2007年6月28日、PS2）グラフィックデザイナー
- テイルズ オブ シンフォニア -ラタトスクの騎士-（2008年6月26日、Wii）キャラクターデザイン
- テイルズ オブ ヴェスペリア（2008年8月7日、Xbox 360）アートワーク スーパーバイザー
- テイルズ オブ グレイセス（2009年12月10日、Wii）スペシャルサンクス
- テイルズ オブ ファンタジア なりきりダンジョンX（2010年8月5日、PSP）パッケージイラスト
- テイルズ オブ エクシリア（2011年9月8日、PS3）アートディレクター、サブキャラクターデザイン
- テイルズ オブ ザ ヒーローズ ツインブレイヴ（2012年2月23日、PSP）デザイナーサポート
- テイルズ オブ エクシリア2（2012年11月1日、PS3）キャラクターデザイン
- テイルズ オブ リンク（2014年3月3日、iOS、Android）キャラクターデザイン
- テイルズ オブ ゼスティリア（2015年1月22日、PS3、PS4）キャラクターデザイン
- テイルズ オブ ベルセリア（2016年8月18日、PS3、PS4）キャラクターデザイン
- テイルズ オブ ザ レイズ（2017年2月28日、iOS、Android）メルクリアのキャラクターデザイン[4]
- テイルズ オブ クレストリア（2020年7月16日、iOS、Android）キャラクターデザイン
- BLUE PROTOCOL（2023年6月14日、PC、PS5、Xbox Series X/S）アートディレクター[5]

### アニメ
- エレメントハンター（2009年 - 2010年）キャラクター原案

### 小説挿絵
- テイルズ オブ シンフォニア -ラタトスクの騎士- 世界【とき】の願い 1 - 3（2008年、著：矢島さら）